# Laurel Cronin
Laurel Cronin (* 10. Oktober 1939 in Forest Park, Illinois; † 26. Oktober 1992 in Chicago, Illinois) war eine US-amerikanische Schauspielerin, Sängerin und Tänzerin.
Cronin war seit den 1960er-Jahren auf den Bühnen von Chicago tätig, wo sie nicht nur als Schauspielerin, sondern zugleich auch als Sängerin und Tänzerin auftrat. Ebenfalls absolvierte sie Auftritte am New Yorker Broadway und in Fernseh-Werbespots. Ihr Kinodebüt absolvierte sie 1991 als Haushälterin Liza in Steven Spielbergs Blockbuster Hook mit Robin Williams und Julia Roberts. Nach diesem Film folgten weitere Angebote für Filme und Serien, ehe ihre sich gut entwickelnde Karriere in Hollywood durch ihren frühen Tod beendet wurde.
Ihr letzter Film war Eine Klasse für sich mit Madonna und Tom Hanks in den Hauptrollen, der 1992 in die Kinos kam. Im selben Jahr starb sie im Alter von 53 Jahren an einer Krebserkrankung. Sie hinterließ ihre Eltern und zwei Kinder.

## Filmografie
- 1985: Die Lady mit dem Colt (Lady Blue, Fernsehserie: Pilotfolge)
- 1986: Crime Story (Pilotfolge)
- 1991: Dillinger – Staatsfeind Nr. 1 (Dillinger, Fernsehfilm)
- 1991: Murphy Brown (Fernsehserie, Folge Everytime It Rains... You Get Wet)
- 1991: Hook
- 1992: Brooklyn Bridge (Fernsehserie, Folge On the Road)
- 1992: Baby Talk (Fernsehserie, Folge The Prince and the Pooper)
- 1992: Ein Hund namens Beethoven (Beethoven)
- 1992: Housesitter – Lügen haben schöne Beine (HouseSitter)
- 1992: Julie (Fernsehserie, 3 Folgen)
- 1992: Eine Klasse für sich (A League of Their Own)